# La Possession
La Possession é uma comuna francesa no departamento ultramarino de Reunião. Estende-se por uma área de 118.35 km², e possui 32.633 habitantes, segundo o censo de 2018, com uma densidade de 280 hab/km².